# Fissidens kammadensis
Fissidens kammadensis là một loài Rêu trong họ Fissidentaceae. Loài này được Manju, K.P.Rajesh & Madhusoodanan mô tả khoa học đầu tiên năm 2008.